# Jingi-kan
El Jingi-kan (神祇 官) o Departament de Culte va ser un dels dos departaments governamentals instaurats pel Codi Taiho a 702, un dels sistemes legals feudals del Japó.
L'altre departament creat va ser el Daijō-kan. Malgrat que el Jingi-kan en teoria va estar al mateix nivell que el Daijō-kan, el Jingi-kan va estar sota el seu control. El Jingi-kan s'encarregava del clergat i els rituals xinto a tot el país. El cap de l'òrgan era el Jingi-Haku.
Des del segle X al XV, el clan Shirakawa Hakuo mantenia el poder del càrrec, encara que posteriorment va perdre poder de mandat. Va ser reinstaurat durant l'era Meiji el 1869, amb diferents noms durant els segles XIX i XX fins que va ser desmantellat el 2 de febrer de 1946 amb la separació de poders entre la religió i l'Estat. Des d'aleshores l'organització Jinja Honcho és l'encarregada de l'administració dels santuaris xinto al Japó.